# Paul Simon (음반)
| 전문가 평가                   | 전문가 평가 |
| 평가 점수                     | 평가 점수   |
| 출처                          | 점수        |
| ----------------------------- | ----------- |
| AllMusic                      | [ 1 ]       |
| Blender                       | [ 2 ]       |
| Chicago Tribune               | [ 3 ]       |
| Christgau's Record Guide      | A+          |
| Encyclopedia of Popular Music | [ 5 ]       |
| Entertainment Weekly          | A           |
| The Guardian                  | [ 7 ]       |
| Record Collector              | [ 8 ]       |
| The Rolling Stone Album Guide | [ 9 ]       |
| Uncut                         | [ 10 ]      |

《Paul Simon》은 미국의 싱어송라이터 폴 사이먼의 두 번째 솔로 스튜디오 음반이다. 1972년 1월 24일, 그가 오랜 음악적 파트너인 아트 가펑클과 헤어진 지 거의 2년 만에 발매되었다. 그의 첫 솔로 음반은 1965년 영국에서 녹음되었지만, 미국에서 5LP 《Collected》 박스 세트에 등장한 1981년까지는 발매되지 않았다. 원래 컬럼비아 레코드에 발매되었던 《Paul Simon》은 그 후 워너 브라더스 레코드로 발행되었고 현재 소니를 통해 컬럼비아로 돌아왔다. 이 음반은 영국, 일본, 노르웨이의 차트에서 1위를 차지했고 미국 빌보드 200에서 4위에 올랐다. 그리고 1986년에 플래티넘 인증을 받았다.

## 역사
사이먼은 1971년 여름 동안 뉴욕 대학교에서 작사, 작곡 수업을 가르쳤다. 그가 가르친 학생들 중에는 로체 자매인 매기와 테레와 싱어송라이터 멀리사 맨체스터가 사이먼이 긴장한 것을 기억하고 학생들의 노래를 들었고 그리고 제안과 비판을 제시했고, 종종 가사를 해부하고 자신의 작품과 비교를 그리는 동시에 자신의 작품과 영감의 원천에 대한 통찰력을 제공했다.
사이먼은 샌프란시스코로 가서 데모를 녹음했고, 자메이카 킹스턴에서 녹음된 〈Mother and Child Reunion〉이라는 곡으로 라틴 음악, 재즈, 블루스, 레게를 포함한 솔로 음반을 위한 다양한 음악 스타일을 작업하기 시작했다. 객원 음악가로는 스테판 그라펠리, 론 카터, 아이르투 모레이라가 있다. 그 음악은 사이먼의 월드 뮤직에 대한 관심을 반영한다.
음반에 수록된 〈Run That Body Down〉("폴"과 "페그"가 모두 이름으로 언급됨)과 〈Congratulations〉와 같은 곡들은 1975년 이혼으로 끝난 페기(전 하퍼)와의 암울한 결혼 생활에 직간접적으로 언급하고 있다. 다른 주제로는 마약과 청소년기가 있다.

## 곡 목록
스테판 그라펠리와 공동 작사/작곡한 〈Hobo's Blues〉을 제외하고, 모든 곡들은 폴 사이먼에 의해 작사/작곡하였다.
| #  | 제목                                    | 재생 시간 |
| -- | --------------------------------------- | --------- |
| 1. | 〈Mother and Child Reunion〉            | 3:05      |
| 2. | 〈Duncan〉                              | 4:39      |
| 3. | 〈Everything Put Together Falls Apart〉 | 1:59      |
| 4. | 〈Run That Body Down〉                  | 3:52      |
| 5. | 〈Armistice Day〉                       | 3:55      |

| #  | 제목                                    | 재생 시간 |
| -- | --------------------------------------- | --------- |
| 1. | 〈Me and Julio Down by the Schoolyard〉 | 2:42      |
| 2. | 〈Peace Like a River〉                  | 3:20      |
| 3. | 〈Papa Hobo〉                           | 2:34      |
| 4. | 〈Hobo's Blues〉                        | 1:21      |
| 5. | 〈Paranoia Blues〉                      | 2:54      |
| 6. | 〈Congratulations〉                     | 3:42      |

## 인증
| 국가                       | 인증     | 판매량/출하량 |
| -------------------------- | -------- | ------------- |
| 미국 (RIAA)                | 플래티넘 | 1,000,000^    |
| ^출하량을 기반으로 한 인증 |          |               |